# Willem Johannes Pos
Willem Johannes Pos (Utrecht, 11 december 1895 – Ede, 4 maart 1982) was een Nederlands politicus.
Hij was volontair bij de gemeenten Vleuten, Oudenrijn en Haarzuilens voor hij ambtenaar ter secretarie werd bij de gemeenten Benschop, Polsbroek en Hoenkoop. In 1919 volgde zijn benoeming tot gemeentesecretaris van Herwijnen en vanaf eind 1920 was hij de gemeentesecretaris van Dodewaard. In oktober 1935 werd Pos de burgemeester van de gemeenten Brakel en Poederoijen. Van juni tot oktober 1945 was hij geschorst maar daarna mocht hij blijven. In 1955 ging Poederoijen op in de gemeente Brakel. Pos ging in januari 1961 als burgemeester van Brakel met pensioen maar hij werd gelijktijdig waarnemend burgemeester van Doornspijk. In november 1964 kwam met de benoeming van Westerhuis tot burgemeester van Doornspijk een einde aan het burgemeesterschap van Pos. In 1982 overleed hij op 86-jarige leeftijd.
In Brakel is naar hem de 'Burgemeester Posweg' vernoemd.